# Victorian Football League
Victorian Football League (VFL) er en semiprofessionel australsk fodbold-liga med 13 hold fra den australske delstat Victoria. Ligaen blev grundlagt den 17. maj 1877 under navnet Victorian Football Association men skiftede i 1996 sit navn til det nuværende. VFL er dermed den næstældste australsk fodbold-liga, kun overgået af South Australian National Football League (SANFL) med 18 dage. I dag er den en af flere regionale australsk fodbold-ligaer i Australien på niveauet under Australian Football League.
Af historiske årsager bliver bliver VFL til tider omtalt som VFA/VFL. Dette sker bl.a. for at undgå forveksling med den førnævnte Australian Football League (AFL), som indtil 1990 netop hed Victorian Football League. AFL er nu en national liga, hvor 10 af de 17 hold imidlertid fortsat har hjemme i Victoria. Denne liga brød ud af VFA inden 1897-sæsonen, og på grund af denne historie kaldes ligaen til tider VFL/AFL. Mange AFL-klubber har samarbejdsaftaler med VFL-klubber, hvorved VFL til dels er en reserveholdsturnering for AFL.

## Klubber

### Nuværende klubber
| Klubber i Victorian Football League (pr. 2011) | Klubber i Victorian Football League (pr. 2011) | Klubber i Victorian Football League (pr. 2011) | Klubber i Victorian Football League (pr. 2011) |
| Klub                                           | Hjemby                                         | Hjemmebane                                     | AFL-tilknytning                                |
| ---------------------------------------------- | ---------------------------------------------- | ---------------------------------------------- | ---------------------------------------------- |
| Bendigo Bombers                                | Bendigo                                        | Queen Elizabeth Oval                           | Essendon                                       |
| Box Hill Hawks                                 | Box Hill                                       | Box Hill City Oval                             | Hawthorn                                       |
| Casey Scorpions                                | Cranbourne                                     | Casey Fields                                   | Melbourne                                      |
| Coburg                                         | Coburg                                         | Coburg City Oval                               | Richmond                                       |
| Collingwood                                    | Collingwood                                    | Victoria Park                                  | Collingwood                                    |
| Frankston                                      | Frankston                                      | Frankston Park                                 | Ingen                                          |
| Geelong                                        | Geelong                                        | Kardinia Park                                  | Geelong                                        |
| North Ballarat                                 | Ballarat                                       | Northern Oval                                  | North Melbourne                                |
| Northern Bullants                              | Preston                                        | Preston City Oval                              | Carlton                                        |
| Port Melbourne                                 | Port Melbourne                                 | North Port Oval                                | Ingen                                          |
| Sandringham                                    | Sandringham                                    | Trevor Barker Beach Oval                       | St Kilda                                       |
| Werribee                                       | Werribee                                       | Chirnside Park                                 | North Melbourne                                |
| Williamstown                                   | Williamstown                                   | Burbank Oval                                   | Western Bulldogs                               |

### Tidligere hold
Tekst mangler, hjælp os med at skrive teksten

## Historiske placeringer

### VFA 1877–1994
Fra og med 1888 publicerede VFA en liste over de fire bedste klubber efter det som nu kaldes hjemme-og-ude-kampene. Nedenstående oplysninger for perioden 1877–1887 er baseret på forskellige avisreportager fundet af Graeme Atkinson og udgivet i bogen Everything You Ever Wanted to Know About Australian Rules Football ... (1982, The Five Mile Press, Melbourne).
Finaleserierne (oprindeligt efter Argus-systemet, og fra 1933 Page-McIntyre-systemet) blev indført i 1903, og derfor omhandler nedenstående liste stillingen efter finaleserien. I 1989 skiftede VFA fra et Final 4- til et Final 5-slutspil.
| Victorian Football Association 1877–1960                              | Victorian Football Association 1877–1960 | Victorian Football Association 1877–1960 | Victorian Football Association 1877–1960 | Victorian Football Association 1877–1960 |
| Sæson                                                                 | Premier                                  | Nr. 2                                    | Nr. 3                                    | Nr. 4                                    |
| --------------------------------------------------------------------- | ---------------------------------------- | ---------------------------------------- | ---------------------------------------- | ---------------------------------------- |
| 1877                                                                  | Carlton                                  | Melbourne                                | Hotham                                   | Albert Park                              |
| 1878                                                                  | Geelong                                  | Melbourne                                | Carlton                                  | Hotham                                   |
| 1879                                                                  | Geelong                                  | Carlton                                  | South Melbourne                          | Melbourne                                |
| 1880                                                                  | Geelong                                  | South Melbourne                          | Carlton                                  | Melbourne                                |
| 1881                                                                  | South Melbourne                          | Geelong                                  | Carlton                                  | Melbourne                                |
| 1882                                                                  | Geelong                                  | Essendon                                 | South Melbourne                          | Carlton                                  |
| 1883                                                                  | Geelong                                  | South Melbourne                          | Carlton                                  | Melbourne                                |
| 1884                                                                  | Geelong                                  | Essendon                                 | Hotham                                   | South Melbourne                          |
| 1885                                                                  | South Melbourne                          | Essendon                                 | Geelong                                  | Carlton                                  |
| 1886                                                                  | Geelong                                  | South Melbourne                          | Carlton                                  | Port Melbourne                           |
| 1887                                                                  | Carlton                                  | Geelong                                  | South Melbourne                          | Fitzroy Town                             |
| 1888                                                                  | South Melbourne                          | Geelong                                  | Williamstown                             | Carlton                                  |
| 1889                                                                  | South Melbourne                          | Carlton                                  | Port Melbourne                           | Essendon                                 |
| 1890                                                                  | South Melbourne                          | Carlton                                  | Essendon                                 | Fitzroy Town                             |
| 1891                                                                  | Essendon                                 | Carlton                                  | Fitzroy Town                             | South Melbourne                          |
| 1892                                                                  | Essendon                                 | Fitzroy Town                             | Geelong                                  | Melbourne                                |
| 1893                                                                  | Essendon                                 | Melbourne                                | Geelong                                  | South Melbourne                          |
| 1894                                                                  | Essendon                                 | Melbourne                                | South Melbourne                          | Fitzroy Town                             |
| 1895                                                                  | Fitzroy Town                             | Geelong                                  | Melbourne                                | Collingwood                              |
| 1896                                                                  | Collingwood                              | South Melbourne                          | Essendon                                 | Melbourne                                |
| 1897                                                                  | Port Melbourne                           | North Melbourne                          | Footscray                                | Williamstown                             |
| 1898                                                                  | Footscray                                | North Melbourne                          | Port Melbourne                           | Richmond                                 |
| 1899                                                                  | Footscray                                | North Melbourne                          | Port Melbourne                           | Williamstown                             |
| 1900                                                                  | Footscray                                | Williamstown                             | Richmond                                 | Prahran                                  |
| 1901                                                                  | Port Melbourne                           | Richmond                                 | North Melbourne                          | Williamstown                             |
| 1902                                                                  | Richmond                                 | Port Melbourne                           | North Melbourne                          | Williamstown                             |
| 1903                                                                  | North Melbourne                          | Richmond                                 | Footscray                                | West Melbourne                           |
| 1904                                                                  | North Melbourne                          | Richmond                                 | Footscray                                | Port Melbourne                           |
| 1905                                                                  | Richmond                                 | North Melbourne                          | Williamstown                             | Port Melbourne                           |
| 1906                                                                  | West Melbourne                           | Footscray                                | Richmond                                 | North Melbourne                          |
| 1907                                                                  | Williamstown                             | West Melbourne                           | Richmond                                 | Footscray                                |
| 1908                                                                  | Footscray                                | Brunswick                                | Essendon Association                     | Williamstown                             |
| 1909                                                                  | Brunswick                                | Prahran                                  | Essendon Association                     | Footscray                                |
| 1910                                                                  | North Melbourne                          | Brunswick                                | Essendon Association                     | Prahran                                  |
| 1911                                                                  | Essendon Association                     | Brunswick                                | North Melbourne                          | Prahran                                  |
| 1912                                                                  | Essendon Association                     | Footscray                                | North Melbourne                          | Brunswick                                |
| 1913                                                                  | Footscray                                | North Melbourne                          | Essendon Association                     | Brunswick                                |
| 1914                                                                  | North Melbourne                          | Footscray                                | Essendon Association                     | Williamstown                             |
| 1915                                                                  | North Melbourne                          | Brunswick                                | Williamstown                             | Port Melbourne                           |
| Ingen turneringer i perioden 1916-17 på grund af første verdenskrig.  |                                          |                                          |                                          |                                          |
| 1918                                                                  | North Melbourne                          | Prahran                                  | Brunswick                                | Port Melbourne                           |
| 1919                                                                  | Footscray                                | North Melbourne                          | Brunswick                                | Northcote                                |
| 1920                                                                  | Footscray                                | Brunswick                                | North Melbourne                          | Port Melbourne                           |
| 1921                                                                  | Williamstown                             | Footscray                                | Port Melbourne                           | Brunswick                                |
| 1922                                                                  | Port Melbourne                           | Footscray                                | North Melbourne                          | Williamstown                             |
| 1923                                                                  | Footscray                                | Port Melbourne                           | Williamstown                             | Hawthorn                                 |
| 1924                                                                  | Footscray                                | Williamstown                             | Northcote                                | Brunswick                                |
| 1925                                                                  | Brunswick                                | Port Melbourne                           | Northcote                                | Coburg                                   |
| 1926                                                                  | Coburg                                   | Brighton                                 | Northcote                                | Port Melbourne                           |
| 1927                                                                  | Coburg                                   | Brighton                                 | Port Melbourne                           | Preston                                  |
| 1928                                                                  | Coburg                                   | Port Melbourne                           | Brighton                                 | Preston                                  |
| 1929                                                                  | Northcote                                | Port Melbourne                           | Preston                                  | Brunswick                                |
| 1930                                                                  | Oakleigh                                 | Northcote                                | Williamstown                             | Yarraville                               |
| 1931                                                                  | Oakleigh                                 | Northcote                                | Preston                                  | Port Melbourne                           |
| 1932                                                                  | Northcote                                | Coburg                                   | Camberwell                               | Preston                                  |
| 1933                                                                  | Northcote                                | Coburg                                   | Port Melbourne                           | Yarraville                               |
| 1934                                                                  | Northcote                                | Coburg                                   | Preston                                  | Prahran                                  |
| 1935                                                                  | Yarraville                               | Camberwell                               | Northcote                                | Coburg                                   |
| 1936                                                                  | Northcote                                | Prahran                                  | Brunswick                                | Camberwell                               |
| 1937                                                                  | Prahran                                  | Brunswick                                | Brighton                                 | Yarraville                               |
| 1938                                                                  | Brunswick                                | Brighton                                 | Northcote                                | Prahran                                  |
| 1939                                                                  | Williamstown                             | Brunswick                                | Prahran                                  | Northcote                                |
| 1940                                                                  | Port Melbourne                           | Prahran                                  | Williamstown                             | Preston                                  |
| 1941                                                                  | Port Melbourne                           | Coburg                                   | Prahran                                  | Preston                                  |
| Ingen turneringer i perioden 1942-1944 på grund af anden verdenskrig. |                                          |                                          |                                          |                                          |
| 1945                                                                  | Williamstown                             | Port Melbourne                           | Coburg                                   | Camberwell                               |
| 1946                                                                  | Sandringham                              | Camberwell                               | Williamstown                             | Port Melbourne                           |
| 1947                                                                  | Port Melbourne                           | Sandringham                              | Williamstown                             | Prahran                                  |
| 1948                                                                  | Brighton                                 | Williamstown                             | Brunswick                                | Northcote                                |
| 1949                                                                  | Williamstown                             | Oakleigh                                 | Brighton                                 | Northcote                                |
| 1950                                                                  | Oakleigh                                 | Port Melbourne                           | Brighton                                 | Williamstown                             |
| 1951                                                                  | Prahran                                  | Port Melbourne                           | Oakleigh                                 | Sandringham                              |
| 1952                                                                  | Oakleigh                                 | Port Melbourne                           | Coburg                                   | Yarraville                               |
| 1953                                                                  | Port Melbourne                           | Yarraville                               | Williamstown                             | Prahran                                  |
| 1954                                                                  | Williamstown                             | Port Melbourne                           | Northcote                                | Moorabbin                                |
| 1955                                                                  | Williamstown                             | Port Melbourne                           | Preston                                  | Moorabbin                                |
| 1956                                                                  | Williamstown                             | Port Melbourne                           | Box Hill                                 | Brunswick                                |
| 1957                                                                  | Moorabbin                                | Port Melbourne                           | Williamstown                             | Preston                                  |
| 1958                                                                  | Williamstown                             | Moorabbin                                | Port Melbourne                           | Box Hill                                 |
| 1959                                                                  | Williamstown                             | Coburg                                   | Sandringham                              | Oakleigh                                 |
| 1960                                                                  | Oakleigh                                 | Sandringham                              | Williamstown                             | Yarraville                               |

| Victorian Football Association 1961–1988 | Victorian Football Association 1961–1988 | Victorian Football Association 1961–1988 | Victorian Football Association 1961–1988 | Victorian Football Association 1961–1988 | Victorian Football Association 1961–1988 | Victorian Football Association 1961–1988 | Victorian Football Association 1961–1988 | Victorian Football Association 1961–1988 |
| Sæson                                    | 1st Division                             | 1st Division                             | 1st Division                             | 1st Division                             | 2nd Division                             | 2nd Division                             | 2nd Division                             | 2nd Division                             |
| Sæson                                    | Premier                                  | Nr. 2                                    | Nr. 3                                    | Nr. 4                                    | Premier                                  | Nr. 2                                    | Nr. 3                                    | Nr. 4                                    |
| ---------------------------------------- | ---------------------------------------- | ---------------------------------------- | ---------------------------------------- | ---------------------------------------- | ---------------------------------------- | ---------------------------------------- | ---------------------------------------- | ---------------------------------------- |
| 1961                                     | Yarraville                               | Williamstown                             | Moorabbin                                | Sandringham                              | Northcote                                | Dandenong                                | Camberwell                               | Preston                                  |
| 1962                                     | Sandringham                              | Moorabbin                                | Coburg                                   | Williamstown                             | Dandenong                                | Prahran                                  | Preston                                  | Box Hill                                 |
| 1963                                     | Moorabbin                                | Sandringham                              | Yarraville                               | Coburg                                   | Preston                                  | Waverley                                 | Prahran                                  | Sunshine                                 |
| 1964                                     | Port Melbourne                           | Williamstown                             | Coburg                                   | Sandringham                              | Geelong West                             | Sunshine                                 | Mordialloc                               | Brighton-Caulfield                       |
| 1965                                     | Waverley                                 | Port Melbourne                           | Dandenong                                | Sandringham                              | Preston                                  | Mordialloc                               | Northcote                                | Sunshine                                 |
| 1966                                     | Port Melbourne                           | Waverley                                 | Preston                                  | Yarraville                               | Prahran                                  | Geelong West                             | Northcote                                | Sunshine                                 |
| 1967                                     | Dandenong                                | Port Melbourne                           | Sandringham                              | Preston                                  | Oakleigh                                 | Geelong West                             | Frankston                                | Sunshine                                 |
| 1968                                     | Preston                                  | Prahran                                  | Sandringham                              | Dandenong                                | Geelong West                             | Williamstown                             | Sunshine                                 | Werribee                                 |
| 1969                                     | Preston                                  | Dandenong                                | Port Melbourne                           | Sandringham                              | Williamstown                             | Sunshine                                 | Coburg                                   | Box Hill                                 |
| 1970                                     | Prahran                                  | Williamstown                             | Waverley                                 | Port Melbourne                           | Coburg                                   | Box Hill                                 | Sunshine                                 | Brunswick                                |
| 1971                                     | Dandenong                                | Preston                                  | Sandringham                              | Oakleigh                                 | Sunshine                                 | Brunswick                                | Caulfield                                | Yarraville                               |
| 1972                                     | Oakleigh                                 | Dandenong                                | Williamstown                             | Preston                                  | Geelong West                             | Caulfield                                | Yarraville                               | Brunswick                                |
| 1973                                     | Prahran                                  | Oakleigh                                 | Dandenong                                | Port Melbourne                           | Caulfield                                | Brunswick                                | Waverley                                 | Camberwell                               |
| 1974                                     | Port Melbourne                           | Oakleigh                                 | Geelong West                             | Dandenong                                | Coburg                                   | Brunswick                                | Waverley                                 | Camberwell                               |
| 1975                                     | Geelong West                             | Dandenong                                | Port Melbourne                           | Coburg                                   | Brunswick                                | Camberwell                               | Sunshine                                 | Frankston                                |
| 1976                                     | Port Melbourne                           | Dandenong                                | Preston                                  | Caulfield                                | Williamstown                             | Mordialloc                               | Frankston                                | Northcote                                |
| 1977                                     | Port Melbourne                           | Sandringham                              | Coburg                                   | Brunswick                                | Mordialloc                               | Yarraville                               | Camberwell                               | Oakleigh                                 |
| 1978                                     | Prahran                                  | Preston                                  | Port Melbourne                           | Dandenong                                | Frankston                                | Camberwell                               | Oakleigh                                 | Yarraville                               |
| 1979                                     | Coburg                                   | Geelong West                             | Port Melbourne                           | Prahran                                  | Camberwell                               | Oakleigh                                 | Mordialloc                               | Williamstown                             |
| 1980                                     | Port Melbourne                           | Coburg                                   | Geelong West                             | Sandringham                              | Brunswick                                | Yarraville                               | Waverley                                 | Williamstown                             |
| 1981                                     | Port Melbourne                           | Preston                                  | Sandringham                              | Frankston                                | Camberwell                               | Waverley                                 | Mordialloc                               | Werribee                                 |
| 1982                                     | Port Melbourne                           | Preston                                  | Coburg                                   | Geelong West                             | Northcote                                | Caulfield                                | Oakleigh                                 | Brunswick                                |
| 1983                                     | Preston                                  | Geelong West                             | Port Melbourne                           | Sandringham                              | Springvale                               | Brunswick                                | Mordialloc                               | Oakleigh                                 |
| 1984                                     | Preston                                  | Frankston                                | Geelong West                             | Camberwell                               | Box Hill                                 | Oakleigh                                 | Brunswick                                | Caulfield                                |
| 1985                                     | Sandringham                              | Williamstown                             | Coburg                                   | Preston                                  | Brunswick                                | Oakleigh                                 | Sunshine                                 | Caulfield                                |
| 1986                                     | Williamstown                             | Coburg                                   | Frankston                                | Preston                                  | Box Hill                                 | Sunshine                                 | Prahran                                  | Oakleigh                                 |
| 1987                                     | Springvale                               | Port Melbourne                           | Williamstown                             | Frankston                                | Prahran                                  | Waverley                                 | Werribee                                 | Sunshine                                 |
| 1988                                     | Coburg                                   | Williamstown                             | Preston                                  | Port Melbourne                           | Oakleigh                                 | Sunshine                                 | Werribee                                 | Dandenong                                |

| Victorian Football Association 1989–1994 | Victorian Football Association 1989–1994 | Victorian Football Association 1989–1994 | Victorian Football Association 1989–1994 | Victorian Football Association 1989–1994 |
| Sæson                                    | Premier                                  | Nr. 2                                    | Nr. 3                                    | Nr. 4                                    |
| ---------------------------------------- | ---------------------------------------- | ---------------------------------------- | ---------------------------------------- | ---------------------------------------- |
| 1989                                     | Coburg                                   | Williamstown                             | Box Hill                                 | Springvale                               |
| 1990                                     | Williamstown                             | Springvale                               | Preston                                  | Coburg                                   |
| 1991                                     | Dandenong                                | Werribee                                 | Box Hill                                 | Springvale                               |
| 1992                                     | Sandringham                              | Williamstown                             | Prahran                                  | Box Hill                                 |
| 1993                                     | Werribee                                 | Port Melbourne                           | Springvale                               | Prahran                                  |
| 1994                                     | Sandringham                              | Box Hill                                 | Springvale                               | Dandenong Redlegs                        |

| \| Victorian Football League 1995–2011 \| Victorian Football League 1995–2011 \| Victorian Football League 1995–2011 \| Victorian Football League 1995–2011 \| Victorian Football League 1995–2011 \| \| Sæson \| Premier \| Nr. 2 \| Nr. 3 \| Nr. 4 \| \| ----------------------------------- \| ----------------------------------- \| ----------------------------------- \| ----------------------------------- \| ----------------------------------- \| \| 1995 \| Springvale \| Sandringham \| Port Melbourne \| Frankston \| \| 1996 \| Springvale \| Frankston \| \| \| \| 1997 \| Sandringham \| Frankston \| \| \| \| 1998 \| Springvale \| Werribee \| \| \| \| 1999 \| Springvale \| North Ballarat \| \| \| \| 2000 \| Sandringham \| North Ballarat \| Carlton \| St Kilda \| \| 2001 \| Box Hill Hawks \| Werribee \| Springvale \| Murray Kangaroos \| \| 2002 \| Geelong \| Port Melbourne \| Werribee \| Coburg Tigers \| \| 2003 \| Williamstown \| Box Hill Hawks \| Port Melbourne \| Sandringham \| \| 2004 \| Sandringham \| Port Melbourne \| Werribee \| North Ballarat \| \| 2005 \| Sandringham \| Werribee \| Northern Bullants \| Bendigo Bombers \| \| 2006 \| Sandringham \| Geelong \| Northern Bullants \| Williamstown \| \| 2007 \| Geelong \| Coburg Tigers \| Williamstown \| North Ballarat \| \| 2008 \| North Ballarat \| Port Melbourne \| Williamstown \| Werribee \| \| 2009 \| North Ballarat \| Northern Bullants \| Port Melbourne \| Collingwood \| \| 2010 \| North Ballarat \| Northern Bullants \| Williamstown \| Box Hill Hawks \| \| 2011 \| Port Melbourne \| Williamstown \| Werribee \| Northern Bullants \| |                |                   |                   |                   |
| Victorian Football League 1995–2011 |                |                   |                   |                   |
| Sæson | Premier        | Nr. 2             | Nr. 3             | Nr. 4             |
| 1995 | Springvale     | Sandringham       | Port Melbourne    | Frankston         |
| 1996 | Springvale     | Frankston         |                   |                   |
| 1997 | Sandringham    | Frankston         |                   |                   |
| 1998 | Springvale     | Werribee          |                   |                   |
| 1999 | Springvale     | North Ballarat    |                   |                   |
| 2000 | Sandringham    | North Ballarat    | Carlton           | St Kilda          |
| 2001 | Box Hill Hawks | Werribee          | Springvale        | Murray Kangaroos  |
| 2002 | Geelong        | Port Melbourne    | Werribee          | Coburg Tigers     |
| 2003 | Williamstown   | Box Hill Hawks    | Port Melbourne    | Sandringham       |
| 2004 | Sandringham    | Port Melbourne    | Werribee          | North Ballarat    |
| 2005 | Sandringham    | Werribee          | Northern Bullants | Bendigo Bombers   |
| 2006 | Sandringham    | Geelong           | Northern Bullants | Williamstown      |
| 2007 | Geelong        | Coburg Tigers     | Williamstown      | North Ballarat    |
| 2008 | North Ballarat | Port Melbourne    | Williamstown      | Werribee          |
| 2009 | North Ballarat | Northern Bullants | Port Melbourne    | Collingwood       |
| 2010 | North Ballarat | Northern Bullants | Williamstown      | Box Hill Hawks    |
| 2011 | Port Melbourne | Williamstown      | Werribee          | Northern Bullants |